# Ariel (Lyrik)

Cover der deutschsprachigen Erstausgabe des Suhrkamp Verlages

Ariel ist der Titel des zweiten veröffentlichten Gedichtbandes der amerikanischen Lyrikerin Sylvia Plath sowie der Name des titelgebenden Gedichts. Die Gedichte aus Ariel entstanden überwiegend 1962 und 1963 im letzten Jahr vor Plaths Suizid und wurden 1965 postum von ihrem Witwer Ted Hughes herausgegeben. Sie gelten als das literarische Hauptwerk Sylvia Plaths. Die von Erich Fried zusammen mit Carla Wartenberg übersetzte deutsche Ausgabe wurde 1974 von Suhrkamp publiziert. 2008 erschien die von Alissa Walser übersetzte deutsche Erstausgabe der Urfassung ebenfalls bei Suhrkamp.

## Zusammenstellungen

Cover der deutschsprachigen Erstausgabe der Urfassung von 2008

Die Gedichtsammlung Ariel existiert in mehreren Ausgaben. Die ursprünglich von Sylvia Plath geplante Zusammenstellung wurde erst 2004 unter dem Titel Ariel: The Restored Edition publiziert. Ihr Ehemann Ted Hughes gab 1965 bei Faber & Faber eine abweichende Zusammenstellung heraus, zu der er 1981 nachträglich bekannte: „Der schließlich 1965 veröffentlichte Ariel war ein etwas anderer Band, als jener, den sie geplant hatte. Er berücksichtigte die meisten der ungefähr ein Dutzend Gedichte, die sie 1963 geschrieben hatte, obwohl sie diese neuen Stücke selbst, in der Erkenntnis, dass sie einer unterschiedlichen Inspiration entsprangen, als Anfänge eines dritten Buches betrachtete. Es entfielen einige der persönlicheren, aggressiveren Gedichte von 1962, und es wären noch ein oder zwei weitere weggelassen worden, hätte sie diese nicht selbst bereits in Zeitschriften veröffentlicht, so dass sie 1965 weithin bekannt waren.“
Eine 1966 von Harper & Row in den Vereinigten Staaten publizierte Version nahm drei weitere Gedichte auf und beinhaltete 43 Gedichte. Die 1974 bei Suhrkamp erschienene deutsche Fassung folgte der britischen Erstausgabe. Parallel zu dieser Ausgabe veröffentlichte Suhrkamp 2008 eine Neuübersetzung durch Alissa Walser, die der restaurierten Urfassung von 2004 folgte.
Erst 1981, mit Herausgabe der gesammelten Gedichte Sylvia Plaths in The Collected Poems, wurde der Öffentlichkeit in einem Anhang die ursprünglich von der Autorin geplante Zusammenstellung von Ariel bekannt. Ted Hughes, durch den von Eifersucht bestimmten Inhalt der letzten Werke Plaths zu diesem Zeitpunkt ohnehin bereits von vielen ihrer Anhänger stigmatisiert, wurde im Folgenden für seine Veränderungen hart kritisiert. Die amerikanische Literaturkritikerin Marjorie Perloff wies 1984 in ihrem in American Poetry Review erschienenen Essay The Two Ariels: The (Re)Making of the Sylvia Plath Canon nach, dass die ursprünglich geplante Zusammenstellung einen klaren erzählerischen Aufbau gehabt hätte, der mit der Geburt von Plaths Tochter Frieda (in Morning Song) beginnen sollte, ihrer Verzweiflung über die Untreue ihres Ehemanns gefolgt wäre, ehe er in einem rituellen Tod und mit dem Motiv der Wiedergeburt in den Bienengedichten enden sollte. Die von Ted Hughes zusammengestellte Fassung ende dagegen in einer Hinwendung zum Tod.
Auch Sylvia Plaths Tochter Frieda Hughes betonte im Vorwort der Urfassung, dass der Band nach Plaths Planung mit dem Wort „Liebe“ beginnen und mit „Frühling“ enden sollte. Sie billigte allerdings auch die Auswahl ihres Vaters, die seiner Absicht entsprang, aus dem hinterbliebenen Material „das bestmögliche Buch“ zu machen, in dem auch die letzten Arbeiten von 1963 noch Eingang finden sollten. Ihr Fazit zu den unterschiedlichen Versionen war: „Jede Ausgabe hat ihre eigene Bedeutung, auch wenn ihre Geschichten eine einzige sind.“
In der tabellarischen Gegenüberstellung der verschiedenen Ausgaben finden sich unter „Plan“ Sylvia Plaths geplante und 2004 restaurierte Ausgabe, die britische Ausgabe von 1965, der die deutsche Ausgabe von 1974 folgte, und die US-Ausgabe von 1966. Weiterhin sind die Originaltitel, die deutschen Titel in der Übersetzung von Erich Fried und Alissa Walser sowie die Entstehungsdaten angegeben. Die Gedichte lassen sich per Mausklick auf den Spaltenkopf nach den unterschiedlichen Ausgaben, ihren Titeln und dem Datum ihrer Niederschrift sortieren.
| Plan | GB 65 | US 66 | Originaltitel              | Deutscher Titel (Fried 1974) | Deutscher Titel (Walser 2008) | Entstehungsdatum             |
| ---- | ----- | ----- | -------------------------- | ---------------------------- | ----------------------------- | ---------------------------- |
| 1    | 1     | 1     | Morning Song               | Morgenlied                   | Morgenlied                    | 19. Feb. 1961                |
| 2    | 2     | 2     | The Couriers               | Die Kuriere                  | Die Kuriere                   | 4. Nov. 1962                 |
| 3    | –     | –     | The Rabbit Catcher         |                              | Der Hasenfänger               | 21. Mai 1962                 |
| 4    | –     | –     | Thalidomide                |                              | Contergan                     | 8. Nov. 1962                 |
| 5    | 4     | 4     | The Applicant              | Der Bewerber                 | Der Kandidat                  | 11. Okt. 1962                |
| 6    | –     | –     | Barren Woman               |                              | Unfruchtbare Frau             | 21. Feb. 1961                |
| 7    | 5     | 5     | Lady Lazarus               | Madame Lazarus               | Lady Lazarus                  | 23. –29. Oktober 1962        |
| 8    | 6     | 6     | Tulips                     | Tulpen                       | Tulpen                        | 18. März 1961                |
| 9    | –     | –     | A Secret                   |                              | Ein Geheimnis                 | 10. Okt. 1962                |
| 10   | –     | –     | The Jailer                 |                              | Der Schließer                 | 17. Okt. 1962                |
| 11   | 7     | 7     | Cut                        | Geschnitten                  | Schnitt                       | 24. Okt. 1962                |
| 12   | 8     | 8     | Elm                        | Ulme                         | Ulme                          | 19. Apr. 1962                |
| 13   | 9     | 9     | The Night Dances           | Die Nachttänze               | Die Nacht tanzt               | 6. Nov. 1962                 |
| 14   | –     | –     | The Detective              |                              | Der Detektiv                  | 1. Okt. 1962                 |
| 15   | 12    | 12    | Ariel                      | Ariel                        | Ariel                         | 27. Okt. 1962                |
| 16   | 13    | 13    | Death & Co.                | Tod & Co.                    | Tod & Co.                     | 14. Nov. 1962                |
| 17   | –     | –     | Magi                       |                              | Die drei Weisen               | 1960                         |
| 18   | –     | 14    | Lesbos                     |                              | Lesbos                        | 18. Okt. 1962                |
| 19   | –     | –     | The Other                  |                              | Die Andere                    | 2. Juli 1962                 |
| 20   | –     | –     | Stopped Dead               |                              | Plötzlicher Tod               | 19. Okt. 1962                |
| 21   | 10    | 10    | Poppies in October         | Mohnblumen im Oktober        | Mohn im Oktober               | 27. Okt. 1962                |
| 22   | –     | –     | The Courage of Shutting-Up |                              | Der Mut, den Mund zu halten   | 2. Okt. 1962                 |
| 23   | 14    | 15    | Nick and the Candlestick   | Nick und der Kerzenleuchter  | Nick und der Kerzenständer    | 29. Okt. 1962                |
| 24   | 11    | 11    | Berck-Plage                | Berck-Plage                  | Berck-Plage                   | 30. Juni 1962                |
| 25   | 15    | 16    | Gulliver                   | Gulliver                     | Gulliver                      | 6. Nov. 1962                 |
| 26   | 16    | 17    | Getting There              | Hinkommen                    | Anreise                       | 6. Nov. 1962                 |
| 27   | 17    | 18    | Medusa                     | Medusa                       | Medusa                        | 16. Okt. 1962                |
| 28   | –     | –     | Purdah                     |                              | Parda                         | 29. Okt. 1962                |
| 29   | 18    | 19    | The Moon and the Yew Tree  | Der Mond und der Eibenbaum   | Der Mond und die Eibe         | 22. Okt. 1961                |
| 30   | 19    | 20    | A Birthday Present         | Ein Geburtstagsgeschenk      | Ein Geburtstagsgeschenk       | 2. Okt. 1962                 |
| 31   | 20    | 22    | Letter in November         | Brief im November            | Brief im November             | 11. Nov. 1962                |
| 32   | –     | –     | Amnesiac                   |                              | Amnesisch                     | 21. Okt. 1962                |
| 33   | 21    | 23    | The Rival                  | Der Rivale                   | Die Rivalin                   | Juli 1961                    |
| 34   | 22    | 24    | Daddy                      | Papi                         | Daddy                         | 12. Okt. 1962                |
| 35   | 23    | 25    | You’re                     | Du bist                      | Du bist                       | Januar / Februar 1961        |
| 36   | 24    | 26    | Fever 103°                 | 39,5° Fieber                 | 39,4° Fieber                  | 20. Okt. 1962                |
| 37   | 25    | 27    | The Bee Meeting            | Das Bienentreffen            | Das Bienenmeeting             | 3. Okt. 1962                 |
| 38   | 26    | 28    | The Arrival of the Bee Box | Die Ankunft der Bienenkiste  | Die Ankunft der Bienenkiste   | 4. Okt. 1962                 |
| 39   | 27    | 29    | Stings                     | Stiche                       | Stiche                        | 6. Okt. 1962                 |
| –    | –     | 30    | The Swarm                  |                              |                               | 7. Okt. 1962                 |
| 40   | 28    | 31    | Wintering                  | Überwintern                  | Überwintern                   | 9. Okt. 1962                 |
| –    | 3     | 3     | Sheep in Fog               | Schaf im Nebel               |                               | 2. Dez. 1962 / 28. Jan. 1963 |
| –    | –     | 21    | Mary’s Song                |                              |                               | 19. Nov. 1962                |
| –    | 29    | 32    | The Hanging Man            | Der Erhängte                 |                               | 27. Juni 1960                |
| –    | 30    | 33    | Little Fugue               | Kleine Fuge                  |                               | 2. Apr. 1962                 |
| –    | 31    | 34    | Years                      | Jahre                        |                               | 16. Nov. 1962                |
| –    | 32    | 35    | The Munich Mannequins      | Die Münchner Mannequins      |                               | 28. Jan. 1963                |
| –    | 33    | 36    | Totem                      | Totem                        |                               | 28. Jan. 1963                |
| –    | 34    | 37    | Paralytic                  | Paralytik                    |                               | 29. Jan. 1963                |
| –    | 35    | 38    | Balloons                   | Ballons                      |                               | 5. Feb. 1963                 |
| –    | 36    | 39    | Poppies in July            | Mohnblumen im Juli           |                               | 20. Juli 1962                |
| –    | 37    | 40    | Kindness                   | Milde                        |                               | 1. Feb. 1963                 |
| –    | 38    | 41    | Contusion                  | Quetschung                   |                               | 4. Feb. 1963                 |
| –    | 39    | 42    | Edge                       | Rand                         |                               | 5. Feb. 1963                 |
| –    | 40    | 43    | Words                      | Worte                        |                               | 1. Feb. 1963                 |

## Gedichte (Auswahl)
Laut Elisabeth Bronfen bewegt sich Sylvia Plaths Lyrik in drei großen Themenbereichen: In der Naturerfahrung wird die Fremdheit und Andersartigkeit der Natur spürbar. Die Thematik der Verwandlung des Ichs ist gespalten zwischen der Sehnsucht nach Auslöschung, Transformation und Erneuerung. Die Familienbilder kreisen zumeist um die Figur des Vaters und das Trauma des frühen Verlusts.

### Ariel
In Ariel, dem Titelgedicht, wird der Ritt auf einem Pferd zur Verwandlung der Reiterin. In der körperlichen Verausgabung und Aufgabe aller sozialen Identität („Abgestorbene Hände, tote Verbindlichkeiten“) verliert die Reiterin ihren Namen und wird zu Lady Godiva, verschmilzt mit dem Pferd („Wie eins wir werden“) und der Natur („eins mit dem Trieb“) und verwandelt sich in einen reinen, materielosen Flug, dem Morgen entgegen:
„Und ich

Bin der Pfeil,

Der Tau, der verfliegt“

### The Moon and the Yew Tree
Die Natur von The Moon and the Yew Tree (Fried: Der Mond und der Eibenbaum, Walser: Der Mond und die Eibe) wandelt sich von einer nächtlichen Landschaft, der erst durch einen Betrachter Leben eingehaucht wird, in eine unpersönliche, fremde Welt. Fühlt das lyrische Ich sich zu Beginn als Schöpfer seiner Wahrnehmung („als wäre ich Gott“), erweist sich die Verlässlichkeit seiner Sinne bald als trügerisch („Ich kann einfach nicht sehen, wo es langgeht“). Die an die Silhouette eines Menschen erinnernde Eibe lenkt den Blick auf den ebenfalls personifizierten Mond („Er hat sein eignes Gesicht“). Dieser wird zum fremden Gegenüber. Noch erwartet der Betrachter eine menschliche Güte von der Natur („Wie gerne würde ich an Zärtlichkeit glauben“) und stellt sich den – im Englischen weiblichen – Mond als Mutter vor. Das lyrische Ich, das sich vorher noch als Schöpfer glaubte, nimmt eine demütige Haltung ein („So weit bin ich gefallen“). Doch der Mond gehorcht nicht den religiösen Erwartungen („Sie ist nicht lieb wie Maria“), die Welt erweist sich als blind gegenüber dem Betrachter, er erreicht sie mit seiner Vision nicht:
„Der Mond sieht davon nichts. Er ist nackt und wild.

Und die Botschaft der Eibe ist Schwärze – Schwärze und Schweigen.“

### Fever 103°
In Fever 103° (Fried: 39,5° Fieber, Walser: 39,4° Fieber) wird die Glut eines Fiebers für eine Kranke zur Reinigung des Ichs von allen Sünden wie sozialen Bindungen. Die innere Erleuchtung führt zu einem gottgleichen Zustand:
„Zu rein bin ich für dich, für irgendeinen.

Dein Körper

Tut mir weh, wie die Welt Gott weh tut.“
Gleichzeitig ermöglicht die gefährliche Strahlung, Rache zu nehmen („Erstickt die Alten, die Sanftmütigen“) und dem Ehemann zu drohen, im Falle seiner Untreue wie „Hiroshima-Asche“ in ihn einzudringen. Am Ende legt die Fiebernde ihre abgetragenen Identitäten ab und steigt wie Maria Himmelfahrt auf:
„Ich denke, ich hebe ab

Ich denke, ich steige auf –

Bleitropfen flattern, und ich, Liebster, eine

Reine Acetylen-

Jungfrau“.

### Lady Lazarus
In Lady Lazarus (Fried: Madame Lazarus) steht ein weiblicher Lazarus von den Toten auf. Sein Wunder wird zur öffentlichen Darbietung, sein Selbstmord zu einer Inszenierung, seiner künstlerischen Berufung:
„Sterben

Ist eine Kunst, wie alles andere auch.

Ich kann es besonders gut.“
Doch die Betrachtung ist nicht umsonst, sondern kostet „wirklich hohe Gebühren“. Lady Lazarus wandelt sich vom Opfer („Ich bin Ihr Werk / Ihr Wertgegenstand“) zum Täter, die Rache nimmt an den Herren, die sie zu beherrschen glauben:
„Gefahr.

Aus dieser Asche steig ich

Auf mit rotem Haar

Und esse Männer ganz und gar.“

### Daddy
Daddy (Fried: Papi, er bezeichnete das Gedicht als „unübersetzbar“) wird zur Abrechnung einer Tochter mit ihrem Vater. Sylvia Plath erklärte: „Das ist ein Gedicht, das von einem Mädchen mit einem Elektra-Komplex gesprochen wird. Ihr Vater starb, als sie dachte, er wäre Gott.“ Doch der Vater sei auch ein Nazi und die Mutter von jüdischer Abstammung. Beides stehe sich in der Vorstellung der Tochter gegenüber: „sie muß die furchtbare kleine Allegorie noch einmal durchspielen, bevor sie von ihr frei ist“.
„Daddy, ich mußte dich töten.

Doch bevor ich dazu kam, starbst du“
Nachdem die Tochter die Ablösung von ihrem gottgleichen Vater verpasst hat, schafft sie ihn neu für einen nachträglichen Vatermord. Sie deutet ihn um zu einem Nazi-Schergen („Einen Mann in Schwarz mit Mein-Kampf-Gesicht“), die einstmalige Anbetung wird als Erniedrigung des Opfers verstanden („Pro Faschist eine Frau, die ihn verehrt, / Den Stiefel im Gesicht“). Nicht mehr der Tod des Vaters führt zum Abbruch der Kommunikation, sondern dessen deutsche Sprache, die den Klang der Deportationszüge annimmt. Erst durch eine Vampiraustreibung („In deinem fettschwarten Herzen steckt ein Pfahl“) sagt sich die Tochter endgültig von der Vergangenheit los: „Daddy, du Drecksack, jetzt hab ich genug.“

## Entstehungsgeschichte
Obgleich sowohl in Sylvia Plaths geplanter Zusammenstellung von Ariel als auch in der Herausgabe durch Ted Hughes einige ältere Gedichte Aufnahme fanden, sah Hughes das Mitte April 1962 entstandene Elm als das „erste wahre Ariel-Gedicht“ an, in dem Plath zu der eigenen Stimme ihrer letzten Gedichte fand. Die Mehrzahl der für Ariel geplanten Gedichte entstand im äußerst produktiven Oktober 1962. Sylvia Plaths Privatleben wurde zu dieser Zeit durch ihre Trennung von Ted Hughes dominiert, die ihren verbalen Niederschlag in Gedichten wie The Rival, The Jailer oder Purdah fand, die kaum verhüllt gegen ihren Ehemann und dessen Geliebte gerichtet waren. Auch andere Ereignisse aus Plaths Privatleben wurden literarisch verarbeitet: sommerliche Ausritte auf einem Pferd namens Ariel führten zum Titelgedicht, ihre Imkerei zu den Bienengedichten von The Bee Meeting bis Wintering, ein Autounfall aus dem September 1962 wurde in Lady Lazarus zu einem Todeserlebnis überhöht.
Über ihre Arbeitsbedingungen als alleinstehende Mutter schrieb Sylvia Plath am 18. Oktober in einem Brief, „daß ich jeden Morgen um 4 Uhr aufstehe und schreibe, bis die Kinder wach werden“. Im Gegensatz zum oft in den Gedichten vermuteten impulsiven Ausbruch stehen die zahlreichen Überarbeitungen jedes einzelnen Gedichts. Die Entwürfe zu 67 Gedichten aus dieser Zeit füllen im Archiv des Smith College insgesamt sieben knapp 8 Zentimeter dicke Ordner. Als Schreibpapier verwendete Sylvia Plath oft die Rückseiten früherer Werke, wobei sich thematische Einflüsse der Rückseiten auf die Gedichte nachweisen lassen, etwa von der Überarbeitung ihres Romans Die Glasglocke auf Elm oder von Hughes Theaterstück The Awakening auf Berck-Plage. Gegenüber Plaths früheren Gedichten zeichneten sich ihre neuen Arbeiten durch eine größere Freiheit in der Form sowie durch Plaths neu entdeckte Technik der Vokalisierung aus. In einem Interview beschrieb sie: „Die Klarheit, die diese neuen Gedichte vielleicht haben, rührt daher, daß ich sie mir selbst vorspreche, laut vorspreche.“
Sylvia Plath konnte selbst einschätzen, wie weit sie die neuen Gedichte als Lyrikerin vorwärts brachten. Am 16. Oktober schrieb sie an ihre Mutter: „[…] ich bin eine geniale Schriftstellerin; ich habe es in mir. Ich schreibe jetzt die besten Gedichte meines Lebens; Sie werden mir einen Namen machen.“ Als sie Mitte November den Gedichtband zusammenstellte, nannte sie ihn zuerst: The Rival and Other Poems, später A Birthday Present, The Rabbit Catcher und Daddy, ehe sie ihm den endgültigen Namen Ariel verlieh. Über die Meinung des befreundeten Kritikers Al Alvarez, der Gedichtband sollte „den Pulitzer-Preis gewinnen“, befand sie in einem Brief vom 14. Dezember 1962: „Natürlich wird er das nicht.“ Tatsächlich sollte nicht Ted Hughes Version von Ariel den Pulitzer-Preis gewinnen, sondern im Jahr 1982 Plaths lyrisches Gesamtwerk The Collected Poems, das auch die von Hughes ursprünglich gestrichenen Gedichte enthielt.

## Rezeption
Im Vorwort zur amerikanischen Ausgabe von Ariel gab der Dichter Robert Lowell den Ton vor, der sich später durch viele Rezensionen zog. Er nannte Sylvia Plath eine der „großen klassischen Heroinen“ und fuhr fort: „Diese Gedichte spielen Russisches Roulette mit sechs Patronen im Zylinder. […] Alles in diesen Gedichten ist persönlich, bekenntnishaft, gefühlt, aber mit einem Gefühl von kontrollierter Halluzination, der Autobiografie eines Fiebers.“ George Steiner zog den autobiografischen Zusammenhang noch weiter: „Diese Gedichte gehen enorme Risiken ein […]. Sie sind ein bitterer Triumph, der Nachweis der Fähigkeit der Poesie, der Realität die größere Beständigkeit der Vorstellung zu verleihen. [Sylvia Plath] konnte von ihnen nicht wieder zurückkehren.“ Auch Al Alvarez spielte auf den Suizid der Dichterin an: „Auf eine merkwürdige Weise lesen sich die Gedichte, als ob sie posthum geschrieben worden wären. Es gehörte nicht nur große Intelligenz und Einsicht dazu, dieses Material zu bearbeiten, es bedurfte auch einer Form von Tapferkeit. Lyrik von diesem Grad ist eine mörderische Kunst.“
Einen moralischen Einwand gegen Ariel erhob Irving Howe: „Das sind Gedichte, die aus einem extremen Zustand heraus geschrieben wurden, einem Bewusstseinszustand, in welchem die Sprecherin, im praktischen Sinne also Sylvia Plath selbst, die Wahrnehmung des Publikums hinter sich gelassen hat, und sich um niemand anderen mehr sorgt – sogar nicht einmal mehr von dessen Anwesenheit Kenntnis erlangt – als um sich selbst. Sie schreibt mit einer halluzinatorischen, abgeschotteten Inbrunst. […] Es liegt etwas zutiefst Monolithisches, Fixiertes in der Stimme, die in diesen Gedichten zum Vorschein kommt, einer unmodulierten und asozialen Stimme.“ Im Besonderen kritisierte Howe den „unzulässigen Holocaustvergleich“ in Plaths Gedicht Daddy als „etwas Ungeheuerliches, vollkommen Unangemessenes, wenn verworrene Gefühle zu seinem Vater bewusst in einen Vergleich mit dem historischen Schicksal der europäischen Juden gestellt werden“. Obwohl Howe in den Gedichten keine Großartigkeit erkannte, kam er dennoch zum Schluss, dass sie bemerkenswert seien, da sie ein neues Element von Erfahrung in die Poesie eingeführt und damit die literarische Moderne ein kleines Stück vorangebracht hätten.
Die kritische Aufnahme von Plaths letzten Gedichten war mehrheitlich positiv bis begeistert. In The Times Literary Supplement wurde Ariel als „eine der wundervollsten Gedichtsammlungen, die seit langem veröffentlicht wurden“ bezeichnet. The Critical Quarterly urteilte über Sylvia Plaths letzte Gedichte: „Sie gehören zu der Handvoll von Schriften, aus denen künftige Generationen versuchen werden, uns kennenzulernen und zu benennen.“ Peter Dale, der Herausgeber des Lyrikmagazins Agenda, war überzeugt: „[Die Gedichte] werden ewig gelesen werden“. Auch der kommerzielle Erfolg von Ariel war unerwartet groß. In den ersten zwei Jahrzehnten nach der Publikation betrug die Gesamtauflage bereits eine halbe Million Exemplare. Ariel wurde zu einer der meistverkauften Gedichtsammlungen des 20. Jahrhunderts. Von der deutschen Ausgabe wurden bis 2008 27.000 Exemplare verkauft. Über die Übersetzung von Erich Fried urteilte Werner Vordtriede, sie sei „eine diskrete Lesehilfe und oft überzeugend im Duktus“, doch gingen bei der wörtlichen Übertragung „Rhythmus, Witz und konzise Eleganz leicht verloren“.
Die Neuausgabe der Ursprungsfassung durch den Suhrkamp Verlag wurde in den deutschsprachigen Feuilletons allgemein begrüßt. Marius Meller bezeichnete es als konsequent, dass Alissa Walser den kompletten Band neu übertragen hatte, da sich einzelne Gedichte nicht in den eigenwilligen Sprachstil der Nachdichtung Frieds eingefügt hätten. Für Tobias Döring ermöglichte der Vergleich der Übersetzungen „den unschätzbaren Vorzug, […] den Prozess des Abwägens wie Nuancierens lyrischer Sprachgebung bewusst nachzuvollziehen.“ Werner von Koppenfels sah Alissa Walser gar „in lebhaftem Wettstreit mit Erich Frieds älterer Version.“ Während für ihn bei Walser „eine geschmeidigere Kolloquialität Einzug hält“, betonte er im Gegenzug, „wie viel gewandter Fried mit Klang und Rhythmus umzugehen weiss.“ Für Heinz Schlaffer kam „Walser von Fried nicht los, gerade weil sie penibel bemüht ist, die von Fried gefundenen Lösungen zu umgehen.“ Da ihr manches besser, manches schlechter gelinge, zog er das Fazit: „Gut also, dass es beide Bände gibt.“

### Textausgaben
- Sylvia Plath: Ariel. Übersetzt von Erich Fried. Suhrkamp, Frankfurt am Main 1990, ISBN 3-518-01380-7.
- Sylvia Plath: Ariel. Übersetzt von Alissa Walser. Suhrkamp, Frankfurt am Main 2008, ISBN 3-518-42023-2.
- Sylvia Plath: Ariel. The Restored Edition. A Facsimile of Plath’s Manuscript. Herausgegeben von Frieda Hughes und David Semanki. Faber & Faber, London 2004, ISBN 0-571-23609-X (englisch).

### Sekundärliteratur
- Elisabeth Bronfen: Sylvia Plath. Frankfurter Verlagsanstalt, Frankfurt am Main 1998, ISBN 3-627-00016-1.
- Lynda K. Bundtzen: The Other Ariel. Sutton, Stroud 2005, ISBN 0-7509-4123-5 (englisch).
- Susan R. Van Dyne: Revising Life: Sylvia Plath’s Ariel Poems. The University of North Carolina Press, Chapel Hill 1993, ISBN 0-8078-4487-X (englisch).